# Platycotis nigrorufa
Platycotis nigrorufa är en insektsart som beskrevs av Walker 1858. Platycotis nigrorufa ingår i släktet Platycotis och familjen hornstritar. Inga underarter finns listade i Catalogue of Life.